# Erik Williams
Erik George Williams (* 7. September 1968 in Philadelphia, Pennsylvania) ist ein ehemaliger US-amerikanischer American-Football-Spieler. Er spielte als Offensive Tackle u. a. bei den Dallas Cowboys in der National Football League (NFL). 

## College
Williams begann seine Footballkarriere bei den Central State University Marauders an der Central State University in Wilberforce, Ohio. An diesem College studieren üblicherweise dunkelhäutige Spieler/Studenten. 

## NFL
1991 wurde er von den Dallas Cowboys an der 70 Stelle in der dritten Runde des NFL Drafts  1991 ausgewählt. Die Cowboys waren damals eine Mannschaft, die sich im Mittelfeld der Tabelle bewegte. Der Eigentümer der Cowboys Jerry Jones und der Trainer Jimmy Johnson hatten aber bereits seit längerer Zeit den Plan die Mannschaft durch junge erfolgshungrige Spieler zu ergänzen. Dazu wurden Starspieler wie der Runningback Herschel Walker abgegeben und dadurch Draftrechte gesammelt. 
Als Rookies, bzw. von anderen Clubs verpflichtet wurden unter anderem der Wide Receiver Alvin Harper, der Fullback Daryl Johnston, der Tight End Jay Novacek und der Quarterback Troy Aikman. Der Offensive Guard Nate Newton entwickelte sich zum besten Spieler auf seiner Position. Darüber hinaus gelang es dem bereits seit 1988 bei den Cowboys spielenden Wide Receiver Michael Irvin einen Kreuzbandriss zu überwinden und sich zu einem der besten Passempfänger aller Zeiten zu entwickeln. Mit Emmitt Smith gelang es zudem den besten Runningback aller Zeiten zu verpflichten. Die Abwehr um Jim Jeffcoat wurde mit Spielern wie Russell Maryland, Leon Lett oder Chad Hennings zu einem Bollwerk verstärkt. Die Cowboys entwickelten sich zu dem dominierenden Footballteam der 90er Jahre. 
Zusammen mit seinen Vorblockern Johnston, Mark Tuinei und Williams bildete Smith eine perfekte Angriffswaffe. Es gelang immer wieder Smith den Weg in die Endzone der gegnerischen Mannschaft freizublocken. Williams zeichnete sich dabei mit harten, oft gegen den Kopf des Gegenspielers gerichteten Blocks aus. Smiths Willensstärke, seine Laufdynamik, seine Fähigkeit Lücken in der gegnerischen Defense zu erspähen, sein perfektes Timing erledigten dann den Rest. Auch beim Schutz des eigenen Quarterbacks legte Williams eine kompromisslose Härte an den Tag.
Williams gewann mit seiner Mannschaft insgesamt dreimal die US-amerikanische Meisterschaft im Profifootball – den Super Bowl – im Endspiel 1992/93 Super Bowl XXVII gegen die Buffalo Bills mit 52:17, im Endspiel 1993/94 Super Bowl XXVIII erneut gegen die Mannschaft aus Buffalo mit 30:13 und im Endspiel 1995/96 Super Bowl XXX gegen die Pittsburgh Steelers mit 27:17. 
Williams wechselte 2001 zu den Baltimore Ravens. Er beendete dort aber nach fünf Spielen seine Laufbahn. Für die Cowboys war er in 141 Spielen aufgelaufen.

## Abseits des Spielfelds
Williams war, wie viele seiner Teamkameraden, auch immer mal wieder mit dem Gesetz in Konflikt geraten. 1994 verpasste er zahlreiche Spiele, da er sich bei einem selbstverschuldeten Verkehrsunfall schwer verletzt hatte. Er soll bei der Fahrt alkoholisiert gewesen sein. 1996 wurde er zusammen mit seinem Mannschaftskameraden Irvin des sexuellen Missbrauchs bezichtigt. Die Anzeige einer Frau stellte sich aber später als Lüge heraus. Sie selbst wurde verurteilt, Williams und Irvin wurden nicht belangt. 
1997 wurde Williams von der Zeitschrift The Sports Illustrated zu einem der unfairsten Spieler der Liga gewählt.

## Ehrungen
Williams spielte viermal im Pro Bowl, 1993, 1996, 1997 und 1999. 